# 吴英 (1982年)
吴英（1982年12月—），女，汉族，内蒙古巴彦淖尔人，中国共产党党员。中华人民共和国政治人物、第十三届全国人民代表大会内蒙古自治区代表。

## 生平
2018年，吴英被选为内蒙古自治区出席第十三届全国人民代表大会代表。